# Качер (област)
Качер (или Качерски крај) је област у Шумадији, која обухвата басен реке Качер. Некада је чинио срез у оквиру Рудничког округа.
Најзначајнија насеље у Качеру су Љиг, Белановица и Рудник. На југу је ограничена Рудником, а на северу допире до Вагана. На истоку се граничи са Јарменовцима и Босутом, а на западу са Кадином Луком, Славковицом и Цветановцима.
Качер се дели на: високи, са селима око Рудника; горњи, са Белановицом и околином и доњи, где је Љиг.